# Al-Muktadi
Abū’l-Kasim ’Abd Allāh ibn Muhammad ibn al-Ka’im (arab. ‏أبو القاسم عبد الله بن محمد بن القائم‎), znany również pod królewskim tytułem Al-Muktadi (arab. ‏المقتدي‎; ur. 24 lipca 1056 w Bagdadzie, zm. 3 lutego 1094 tamże) – dwudziesty siódmy kalif Abbasydów.

## Życiorys
Abul Kasim urodził się 24 lipca 1056 roku w Bagdadzie. Jego pełne imię to Abū’l-Kasim ’Abd Allāh ibn Muhammad ibn al-Ka’im. Jego ojcem był Muhammad ibn al-Ka’im, który był wezyrem poprzedniego kalifa. Matką przyszłego kalifa była ormiańska konkubina o imieniu Urdżuwan, znana również jako Kurrat al-Ajn.
Gdy dziadek Abul Kasima, Al-Ka’im leżał na łożu śmierci, opiekę nad nim przejął Fachr ad-Daula. Al-Ka’im zmarł 2 kwietnia 1075 roku w wieku 73 lat i tego samego dnia Abul Kasim wstąpił na tron.
Podobnie jak jego ojciec, Al-Muktadi również znajdował się pod patronatem dynastii Seldżukidów. Nie miał on żadnych wpływów politycznych, a roszczenia kalifów do posiadania władzy legitymizującej podboje militarne kwestionował Nizam al-Mulk. Z biegiem lat stosunki pomiędzy Seldżukidami i Abbasydami stały się tak złe, że Malikszah I zasugerował Al-Muktadiemu przeniesienie się do Damaszku lub Hidżaz. Od 1089 nastąpiła niewielka poprawa stosunków dzięki wysiłkom Malikszah I i Nizam al-Mulka.

## Rodzina
Pierwszą żoną kalifa była Sifri Chatun, która była córką sułtana Alp Arslana. Drugą żoną Al-Muktadiego była Mah-i Mulk Chatun, córka sułtana Malikszah I. Kalif miał kilka konkubin, a jedną z nich była Turczynka Tayf al-Chajal. Była ona matką przyszłego kalifa Al-Musztazhira.

## Sukcesja
Następcą Al-Muktadiego został jego szesnastoletni syn, Al-Mustazhir.